# 卡林娜·拉祖莫夫斯卡娅
卡林娜·弗拉基米罗芙娜·拉祖莫夫斯卡娅（俄語：Кари́на Влади́мировна Разумо́вская，羅馬化：Karina Vladimirovna Razumovskaya，1983年3月9日—），俄羅斯话剧、电影演员。
卡林娜·拉祖莫夫斯卡娅生于苏联俄罗斯苏维埃联邦社会主义共和国列宁格勒（今俄罗斯联邦圣彼得堡）。她2004年毕业于圣彼得堡国立戏剧艺术学院（今俄罗斯国立舞台艺术学院），随即加盟圣彼得堡托夫斯托诺戈夫大话剧院。